# Ante Beg
Ante Beg, slovenski učitelj, publicist in narodni delavec, * 31. december 1870, Sveti Florijan, Rogaška Slatina, † 23. december 1946, Ljubljana.

## Življenje in delo
Rodil se je očetu Janezu in materi Mariji (roj. Potočnik).
V Celju je končal 6 razredov gimnazije ter se nato privatno pripravljal za učiteljsko usposobljenost; kot pomožni učitelj je služboval v Jurkloštru in v Ribnici na Pohorju. Leta 1897 se je posvetil novinarstvu. Med drugim je izdajal in urejal Slovensko zadrugo in celjsko Domovino, 1902 je vstopil v uredništvo Slovenskega naroda kot naslednik Josipa Nollija. V letih 1909–1915 je bil potujoči učitelj in organizator Družbe sv. Cirila in Metoda ter v tem času sourednik Slovenskega branika in dopisnik Edinosti, Soče in še nekaterih drugih listov. Po končani vojni je bil eno leto urednik tednika Domovina, nato Kmetijskega lista in dve leti sourednik Jugoslavije. V slovenščino je prevedel Nove pravljice iz 1001 noči (1901), za Dramatično društvo v Celju pa igri Gospod Jakob in Nova železnica. V več knjigah je opisal Slovensko-nemško mejo do popisa 1900 na Štajerskem (1905), Koroškem (1908), Kočevskem (1911), Ustoličenje koroških vojvod (1908), sestavil Narodni kataster Koroške (1910) ter Slovensko šolstvo na Koroškem v preteklem stoletju (1912); v Slovanu je objavil potopisni črtici Črna gora (1907) in Po slovanskem jugu (1908) ter spisal poljudnoznanstveno knjigo Naše gobe (1923).